# アドリアーナ・アラウージョ
アドリアーナ・ドス・サントス・アラウージョ（ポルトガル語: Adriana Dos Santos Araújo、1981年11月4日 - ）は、ブラジルの女子プロボクサーである。

## 来歴
2012年ロンドンオリンピックで銅メダルを獲得。
自国開催となった2016年リオデジャネイロオリンピックにも出場したが、1回戦で敗退。
翌2017年、プロ転向。6月17日、プロデビュー戦を勝利。
2019年8月11日、Yamila Belen Abellanedaに勝利し、WBC女子ラテンスーパーライト級王座獲得。
10月18日、元IBF女子スーパーフェザー級王者クラウディア・ロペスに勝利し、WBC女子世界スーパーライト級シルバー王座を獲得。
2020年2月29日、Estheliz Hernandezに勝利しWBCシルバー王座初防衛。
10月4日、イギリスにてシャンテル・キャメロンとWBC女子世界スーパーライト級王座決定戦で対戦するが、判定で初黒星。